# Старотарбеевский сельсовет
Старотарбеевский сельсовет — сельское поселение в Мичуринском районе Тамбовской области.
Административный центр — село Старое Тарбеево.

## Население
| 2010 | 2012  | 2013 | 2014 | 2015 | 2016 | 2017 |
| ---- | ----- | ---- | ---- | ---- | ---- | ---- |
| 1036 | ↗1064 | ↘977 | ↘896 | ↘884 | ↘874 | ↘838 |
| 2018 | 2019  | 2020 | 2021 |      |      |      |
| ↘778 | ↘753  | ↘721 | ↗727 |      |      |      |

## Состав сельского поселения
| № | Населённый пункт | Тип населённого пункта       | Население |
| - | ---------------- | ---------------------------- | --------- |
| 1 | Большое Лаврово  | село                         | ↗88       |
| 2 | Липовка          | село                         | ↗187      |
| 3 | Малое Лаврово    | село                         | ↗190      |
| 4 | Старое Тарбеево  | село, административный центр | ↗571      |